# Kim Pan-keun
Kim Pan-keun (* 5. März 1966 in Haenam) ist ein ehemaliger südkoreanischer Fußballspieler und heutiger -trainer.

## Karriere

### Spieler

#### Klub
Nach seiner Zeit bei der Mannschaft der Korea University wechselte Kim Anfang 1987 zu den Daewoo Royals, wo er eine lange Zeit lang spielte und in dieser Zeit zwei Mal die Meisterschaft mit seinem Klub gewann. Zur Saison 1994 wechselte er zu den LG Cheetahs, wo er nochmal vier Jahre aktiv war. Den Abschluss seiner Karriere verbrachte er in Australien bei den Marconi Stallions, wo er nach dem Ende der Saison 2001 seine Laufbahn als Spieler beendete.

#### Nationalmannschaft
Sein erstes bekanntes Spiel für die südkoreanische Nationalmannschaft war am 6. Januar 1988 ein 4:3-Sieg nach einem 1:1 in der regulären Spielzeit gegen Ägypten. Nach einem weiteren Freundschaftsspiel im selben Jahr kam er dann ab 1990 wieder zu Einsätzen und war dann auch Teil des Kaders bei den Asienspielen 1990, als er mit seiner Mannschaft den dritten Platz erlangte.
Nach einigen weiteren Freundschaftsspielen kam er ab 1993 auch in der finalen Phase der Qualifikation für die Weltmeisterschaft 1994 zum Einsatz. Nach der erfolgreichen Qualifikation wurde er auch hier in den Kader der Endrunde berufen und absolvierte alle drei Gruppenspiele der Mannschaft. Nach dem Turnier folgte dann schnell wieder die Qualifikation für die Asienmeisterschaft 1996, wo er dann am Ende auch im Kader des Turniers stand. Hier kam er in der Gruppenphase zu zwei Einsätzen und beendete danach seine Karriere in der Nationalmannschaft.
Er war auch Teil der Mannschaft bei den Olympischen Spielen 1988 in Seoul.

### Trainer
Ab 2001 war er Jugendtrainer bei der BSP Youth Academy; wie lange er diese Position ausübte, ist jedoch nicht bekannt. Seit dem Ende seiner Tätigkeit dort ist er hin und wieder als Scout im Einsatz.